# Трофимовский сельский совет (Херсонская область)
Трофимовский сельский совет (укр. Трохимівська сільська рада) — входит в состав
Ивановского района
Херсонской области
Украины.
Административный центр сельского совета находится в 
с. Трофимовка
.

## История
- 1909 — дата образования.

## Населённые пункты совета
- с. Трофимовка
- с. Захаровка
- с. Кирово
- с. Новодмитровка Первая